# WWE Niagara Falls
WWE Niagara Falls fue un establecimiento de venta al por menor, relacionado con la lucha libre que en la actualidad se encuentra cerrada. Fue parte del Falls Avenue Entertainment Complex, que se encuentra en Niagara Falls, Ontario, Canadá siendo propiedad de la World Wrestling Entertainment (WWE). Fue el segundo establecimiento de WWE después de The World que se expandía por el mundo, aunque era el primer establecimiento en Canadá y el primero en abrir fuera de los Estados Unidos. Luego de que The World cerrara sus puertas, WWE Niagara Falls se convirtió en la única de este tipo alrededor del mundo hasta su cierre en 2011.

## Historia
WWE Niagra Falls fue anunciado en el fan axcess de WrestleMania X8 en una conferencia de prensa a principios de 2002. La instalación se abrió el 1 de agosto de 2002 como parte de Clifton Hill en las Cataratas del Niágara. Fue en parte propiedad de la Canadian Niagara Hotels y la World Wrestling Entertainment (WWE). Fue diseñado por Forrec de Toronto, Ontario, Canadá. Los aficionados comenzaron a llegar a la apertura para ver a los luchadores estrellas del momento, donde firmarían autógrafos y se tomarían fotos con los fanes, entre los luchadores se encontraban Trish Stratus, Chris Benoit, y Val Venis. El edificio contó con una tienda de Souvenir de WWE, exposiciones, figuras de acción, camisetas, libros y DVDs. WWE Niagara Falls también contó con videojuegos para entretener a los visitantes. Durante los primeros años, se contó con un espectáculo gratuito, aunque al cabo de unos años el espectáculo se eliminó. El lugar recibió también tanto como luchadores antiguos como nuevos y exhibía música por Jim Johnston.
WWE Niagara Falls cesó sus operaciones el 31 de marzo de 2011. La tienda desde ese momento no tenía los derechos para ponerle un nombre al establecimiento. La tienda al por menor y el paseo fueron cerrados hasta septiembre del mismo año, cuando el Falls Avenue Entertainment Complex abrió el antiguo complejo de un almacén de Souvenir. La tienda comenzó a vender algo de mercancía de lucha libre, pero no se llamó a sí mismo como una tienda de WWE. Al momento del cierre, esta se convirtió históricamente como el segundo establecimiento de este tipo en cerrar, siendo el primero WWE The World de Nueva York, que abrió en 1999 y cerró en 2003. Donde Hard Rock Cafe, finalmente tomó el edificio en 2005.